# Drengen der ville være bjørn
Drengen der ville være bjørn (også udgivet som El niño que quería ser oso og The Boy who wanted to be a Bear er en dansk børnefilm fra 1999, der er instrueret af Anja Dalhoff, som også har skrevet filmens manuskript.

## Handling
Pablo er en bondedreng på 12 år, som bor sammen med sin familie i en landsby i Andesbjergene. De lever af får og kartofler, og Pablo vogter hver dag fårene i bjergene. Pablos far er det man kalder bjørn, dvs. én af landsbyens udvalgte, der har kontakt til naturens guder. Bjørnene har høj status i landsbyen, og Pablo drømmer om en dag at blive bjørn. Alt går dog ikke som Pablo håber. Han passer ikke sit arbejde som fårevogter godt nok og bliver sendt på arbejde i en kaffeplantage langt fra landsbyen. En dag kommer hans far og henter ham. Pablo skal alligevel med til årets pilgrimsfest for Snebjergenes Gud, og Pablos drøm om at blive indviet som bjørn vækkes på ny.